# Zutto Wasurenai
Singles de SMAP
Yuki ga Futte Kita
(12 décembre 1992) Hajimete no Natsu
(6 juin 1993)
Pistes de SMAP 004
Kanashii Hodo Aoi Sora Eien ni Dakishimetai
Zutto Wasurenai (ずっと忘れない, trad. : "Je ne t'oublierai jamais") est le septième single du groupe masculin japonais SMAP, sorti en 1993.

## Informations
Le single sort le 3 mars 1993 sous format mini-CD single de 8 cm et  atteint la 7e place des classements hebdomadaires des ventes de l'oricon. Le single contient la chanson-titre, la chanson face-B Kimi wo Hohoemi ni Kaete et leurs versions instrumentales.
La chanson, écrite par Hiromi Mori, figurera sur le quatrième album du groupe SMAP 004, qui sort cinq mois plus tard, en juillet 1993 sous une autre version pour l'album, tout comme la chanson Yuki ga Futte Kita sortie en tant que single en décembre de l'année précédente. Elle figurera sur certaines et prochaines compilations du groupe comme SMAP COOL et Smap Vest en 1995 et 2001 sous sa version originale.

## Formation
- Masahiro Nakai (leader) : chœurs
- Takuya Kimura : chant principal, chœurs
- Katsuyuki Mori : chant principal, chœurs
- Tsuyoshi Kusanagi : chœurs
- Goro Inagaki : chœurs
- Shingo Katori : chœurs

## Liste des titres
| 1. | Zutto Wasurenai (ずっと忘れない)              | 5:50 |
| 2. | Kimi wo Hohoemi ni Kaete (君を微笑みにかえて) |      |
| 3. | Zutto Wasurenai (instrumental)                | 5:50 |
| 4. | Kimi wo Hohoemi ni Kaete (instrumental)       |      |